# Pigídio
O pigídio corresponde a extremidade posterior do corpo dos anelídeos. O pigídio está localizado imediatamente posterior à zona de crescimento, que dá origem aos metâmeros verdadeiros desses animais. Nos indivíduos com desenvolvimento indireto, o pigídio é derivado da hiposfera da larva trocófora, na região posterior ao telotróquio.
Em muitos gêneros, o pigídio é dotado de apêndices, sendo os mais comuns os uritos, que se apresentam subulados ou cilíndricos; ou seja, com base arredondada a globosa, afilando abruptamente para uma ponta cilíndrica, distalmente arredondada, semelhante a pinos de boliche. O pigídio contém o ânus dos anelídeos, que normalmente encontra-se localizado na região dorsal, equipado com um par de cirros. Funis e placas anais, com borda lisa ou franjada, estão presentes nas famílias Maldanidae e Ophelidae, e podem ser usados como características de valor para a classificação taxonômica.
Entre o peristômio e o pigídio, pode ser identificada uma série de número variável de metâmeros verdadeiros. Esses metâmeros verdadeiros são derivados da zona de crescimento presente na porção posterior do corpo desses animais (imediatamente anterior ao pigídio). Por não ser uma estrutura derivada da zona de crescimento, o pigídio não é considerado um metâmero (ou segmento) verdadeiro. Pela definição, apenas crescimentos com câmara celômica derivados da zona de crescimento podem ser classificados como metâmeros verdadeiros. Esse é o mesmo caso para o prostômio e o peristômio, que se originam, respectivamente, de porções diferentes da região da larva trocófora chamadas episfera e hiposfera.
O pigídio é, também, a parte posterior do corpo de alguns artrópodes como os crustáceos, insectos e as extintas trilobites. Contém o ânus e, nas fêmeas, o ovopositor. É composto pela fusão de segmentos corporais, algumas vezes complementado com uma cauda e separado do tórax por uma articulação.

## Trilobites

Pigídio em trilobites: parte posterior do corpo (a verde). © Sam Gon III

Nos trilobitas, o pigídio pode variar de tamanho, desde extremamente reduzido (muito menor que a cabeça) até muito maior que a cabeça (cefalon). Pode ser liso como na ordem Asaphida ou espinhoso como na Lichida.